# Arrondissement administratif de Namur
Pour les articles homonymes, voir Arrondissement de Namur.
L'arrondissement administratif de Namur est l'un des trois arrondissements de la province de Namur en Région wallonne (Belgique). Il existe également un arrondissement judiciaire de Namur, ressortissant de la cour d'appel de Liège. On l'appelle également "le namurois", pour ne pas prêter confusion en disant région namuroise sachant qu'il y a la province du même nom dans son entiereté.
Elle comptait, au 1er janvier 2025, 325 141 habitants, soit une densité de population de 278 habitants/km2.

## Histoire
Il est l'héritier de l'arrondissement de Namur créé sous le Premier Empire qui cessa d'exister en tant qu'arrondissement français le 11 avril 1814.

## Communes et leurs sections

### Communes
- Andenne
- Assesse
- Éghezée
- Fernelmont
- Floreffe
- Fosses-la-Ville
- Gembloux
- Gesves
- Jemeppe-sur-Sambre
- La Bruyère
- Mettet
- Namur
- Ohey
- Profondeville
- Sambreville
- Sombreffe

### Sections
- Aische-en-Refail
- Aisemont
- Andenne
- Arbre
- Arsimont
- Assesse
- Auvelais
- Balâtre
- Beez
- Belgrade
- Beuzet
- Bierwart
- Biesme
- Biesmerée
- Boignée
- Bois-de-Villers
- Bolinne
- Boneffe
- Boninne
- Bonneville
- Bossière
- Bothey
- Bouge
- Bovesse
- Branchon
- Champion
- Cognelée
- Corroy-le-Château
- Cortil-Wodon
- Courrière
- Coutisse
- Crupet
- Daussoulx
- Dave
- Dhuy
- Éghezée
- Émines
- Ermeton-sur-Biert
- Ernage
- Erpent
- Évelette
- Falisolle
- Faulx-les-Tombes
- Flawinne
- Florée
- Floreffe
- Floriffoux
- Forville
- Fosses-la-Ville
- Franc-Waret
- Franière
- Furnaux
- Gelbressée
- Gembloux
- Gesves
- Goesnes
- Grand-Leez
- Grand-Manil
- Graux
- Haillot
- Haltinne
- Ham-sur-Sambre
- Hanret
- Hemptinne
- Hingeon
- Isnes
- Jallet
- Jambes
- Jemeppe-sur-Sambre
- Keumiée
- Landenne
- Le Roux
- Lesve
- Leuze
- Liernu
- Ligny
- Lives-sur-Meuse
- Longchamps
- Lonzée
- Loyers
- Lustin
- Maillen
- Maizeret
- Malonne
- Marche-les-Dames
- Marchovelette
- Mazy
- Mehaigne
- Mettet
- Meux
- Moignelée
- Mornimont
- Moustier-sur-Sambre
- Mozet
- Namêche
- Namur
- Naninne
- Noville-les-Bois
- Noville-sur-Mehaigne
- Ohey
- Onoz
- Oret
- Perwez
- Pontillas
- Profondeville
- Rhisnes
- Rivière
- Saint-Denis
- Saint-Gérard
- Saint-Germain
- Saint-Marc
- Saint-Martin
- Saint-Servais
- Sart-Bernard
- Sart-Eustache
- Sart-Saint-Laurent
- Sauvenière
- Sclayn
- Seilles
- Sombreffe
- Sorée
- Sorinne-la-Longue
- Soye
- Spy
- Stave
- Suarlée
- Tamines
- Taviers
- Temploux
- Thon-Samson
- Tillier
- Tongrinne
- Upigny
- Vedrin
- Velaine-sur-Sambre
- Vezin
- Villers-lez-Heest
- Vitrival
- Waret-la-Chaussée
- Warisoulx
- Wépion
- Wierde

## Démographie
Le graphique suivant reprend l'évolution de sa population résidente
- Source: DGS , de 1831 à 1981=recensements population; à partir de 1990 = nombre d'habitants chaque 1 janvier[1]